# Хиспанија рејсинг
Хиспанија рејсинг тим (енгл. Hispania Racing Team) или скраћено ХРТ је први шпански тим који се такмичи у шампионату Формуле 1. Претходни покушај Шпанаца да направе Ф1 тим је био неуспешан пројекат Браво Ф1 1993. године. Хиспанију рејсинг је основао бивши возач Адријан Кампос. Екипа је продата Хосе Рамону Карабантеу пре званичног дебија 2010. године. У јулу 2011. Хиспанија је поново продата, овога пута инвестиционој групи Тесан Капитал.

## Историја

### Формирање тима
Хиспанија рејсинг је настала као резултат сарадње између Адријана Кампоса (Кампос Рејсинг) и Енрикеа Родригеза (Мета Слике), а име тима је требало да буде Кампос Мета. Кампос Рејсинг је имао свој тим у европском Ф3 шампионату, а раније се такмичио и у ГП2 серији. Кампос је водио Формула 1 операцију у сарадњи са спортском агенцијом из Мадрида Мета Слике, која је за то време репрезентовала Ф3 возача екипе Бруна Мендеза. Кампос и Родригез су у фебруару 2009. почели да разматрају могућност оснивања првог шпанског Формула 1 тима. Већ у марту је тим стекао акционаре међу којима су били шпански бизнисмен Хосе Рамон Карабанте и кошаркаши асови Пау Гасол и Хорхе Гарбахоса.
Седиште екипе (администрација, маркетинг) се првобитно налазило у канцеларијама Мета Слика у Мадриду, док се технички центар налази у седишту Кампос рејсинга у Алзири у Валенсији. Екипа је у октобру 2009. постигла договор са локалним властима Мурсије о изградњи нових објеката за екипу у технолошком парку Фуенте Аламо. Италијански конструктор Далара је дизајнирао и састављао болиде за сезону 2010 у Парми а екипа је одлучила да користи Косворт моторе.
Међународна Аутомобилска Федерација је 12. јуна потврдила да ће се Кампос Мета акмичити у Формули 1 од 2010. године.
Током тркачког викенда у Абу Дабију 2009. Кампос је потврдио да ће Бруно Сена, нећак бившег светског шампиона Аиртона Сене, бити један од возача 2010. Касније је потврђено да ће други возач бити Индијац Карун Чандок. Пре почетка шампионата је потврђено да је Адријан Кампос продао екипу Хосе Рамону Карабантеу и да ће се тим у сезони 2010 такмичити под именом Хиспанија рејсинг.

### 2010.
Екипа је толико каснила са развојем свог болида Ф110 да нису стигли да га тестирају пре прве трке, тако да су први кругови вожени током слободних тренинга у петак пред Велику награду Бахреина. Током првог тренинга су вожена свега три инсталациона круга док, је на другом време било једанаест секунди спорије од најбољег. Оба болида нису завршила прву трку пошто је Чандок имао удес у другом кругу, док се Сени у осамнаестом прегрејао мотор. Иако су на следећој трци у квалификацијама поново заузели последњи стартни ред, времена су била много боља па је заостатак за првим следећим возачем био свега три и по десетинке. Хиспанија је по први пут са оба болида завршила трку у Малезији, а исти успех је поновљен и на следећој трци у Кини.
Резултати су до краја били променљиви, а најбољи пласман су била четрнаеста места у Монаку и Јужној Кореји. Након десет трка, Чандока је у екипи заменио Јапанац Сакон Јамамото, док је Јамамота у Сингапуру, Бразилу и Абу Дабију мењао Кристијан Клин. Сена је са друге стране био замењен само на Великој Награди Велике Британије, а у његовом болиду се нашао Јамамото. Хиспанија рејсинг је своју прву сезону завршила без освојеног бода на једанаестој позицији испред Вирџин рејсинга.

### 2011.
Хиспанија је у мају 2010. раскинула сарадњу са Даларом због лоших перформанси болида. Помињало се да би екипа могла да пређе на Фераријеве моторе, али до тога на крају није дошло. За екипу су у сезони 2011 возили Нараин Картикејен, Данијел Рикардио (мењао Картикејена у другој половини шампионата на десет трка) и Витантонио Лиуци (мењао га Картикејен на Великој награди Индије).
Тим поново није на време спремио свој болид Ф111 па су први кругови вожени на другом слободном тренингу за Велику награду Аустралије. Болиди Хиспаније нису успели да се квалификују за прву трку јер нису имали време у оквиру 107% од времена пол позиције. На следећој трци је темпо значајно поправљен и оба возача су се квалификовала за трку. Ипак, у недељу су морали да одустану због техничких проблема, али су зато на следећој трци у Кини стигли до кариране заставе на 22. и 23. месту.
Резултати су током сезоне били на нивоу оних из 2010. а најбољи пласман је остварен на Великој награди Канаде где је Лиуци завршио на тринаестом месту.
Екипа је на крају поново била на једанаестом месту испред Вирџин рејсинга у поретку конструктора.

### 2012.
У новембру 2011. објављено је да ће за екипу у сезони 2012 возити Педро де ла Роса, а њему се у другом болиду придружио Нараин Картикејен.
Трећу годину за редом екипа није имала спреман болид за предсезонска тестирања. Тим је имао пуно проблема током слободних тренинга у Аустралији па у квалификацијама, као и претходне сезоне, нису успели да поставе време које би им омогућило да учествују на трци.
На Великој награди Малезије су се оба возача лако квалификовала за трку коју су завршили на 21. и 22. месту. Исти исход је био и на следећој трци у Кини.